# Le Drame d'une vie
Pour plus de détails, voir Fiche technique et Distribution.
Le Drame d'une vie (Dieci canzoni d'amore da salvare) est une comédie musicale italienne de Flavio Calzavara sortie en 1953.

## Fiche technique
- Titre français : Le Drame d'une vie ou Les Yeux morts[1]
- Titre original italien : Dieci canzoni d'amore da salvare[2]
- Réalisateur : Flavio Calzavara
- Scénario : Flavio Calzavara, Piero De Bernardi, Giuseppe Mangione, Mario Di Nardo
- Photographie : Bitto Albertini
- Montage : Giancarlo Cappelli (it)
- Musique : Pippo Barzizza
- Production : Tullio Oleandri
- Sociétés de production : Urania Produzione
- Pays de production :  Italie
- Langue originale : italien
- Format : Noir et blanc - Son mono
- Durée : 91 minutes
- Genre : Comédie musicale
- Dates de sortie :
  - Italie : 1953 (visa délivré le 26 février 1953[2])
  - France : 30 novembre 1962 (Sud-Est, Nord)[1]

## Distribution
- Jacques Sernas : Pietro Niccoli
- Brunella Bovo : Carmela
- Franca Tamantini : Giovanna
- Enrico Viarisio : Giulio
- Mario Pisu : Delle Piane
- Luigi Pavese : M. Crudi
- Nilla Pizzi : une chanteuse
- Giacomo Rondinella : un chanteur
- Gino Latilla : un chanteur
- Franco Ricci : un chanteur